# Otus moheliensis
Otus moheliensis е вид птица от семейство Совови (Strigidae). Видът е критично застрашен от изчезване.

## Разпространение
Видът е разпространен в Коморските острови.